# Матерацци, Марко
Ма́рко Матера́цци (итал. Marco Materazzi; род. 19 августа 1973, Лечче, Апулия) — итальянский футболист и футбольный тренер. Выступал на позиции защитника. Чемпион мира 2006 года в составе сборной Италии. Пятикратный чемпион Италии, четырёхкратный обладатель Кубка Италии. Победитель Лиги чемпионов 2009/10.
Отличался предельно жёсткой манерой игры. Получил широкую известность во внефутбольных кругах после скандального инцидента в финальном матче чемпионата мира 2006 года против сборной Франции, в результате которого с поля был удалён капитан французов Зинедин Зидан, что значительно повлияло на итог матча и соответственно всего турнира.
Офицер ордена «За заслуги перед Итальянской Республикой».

## Биография

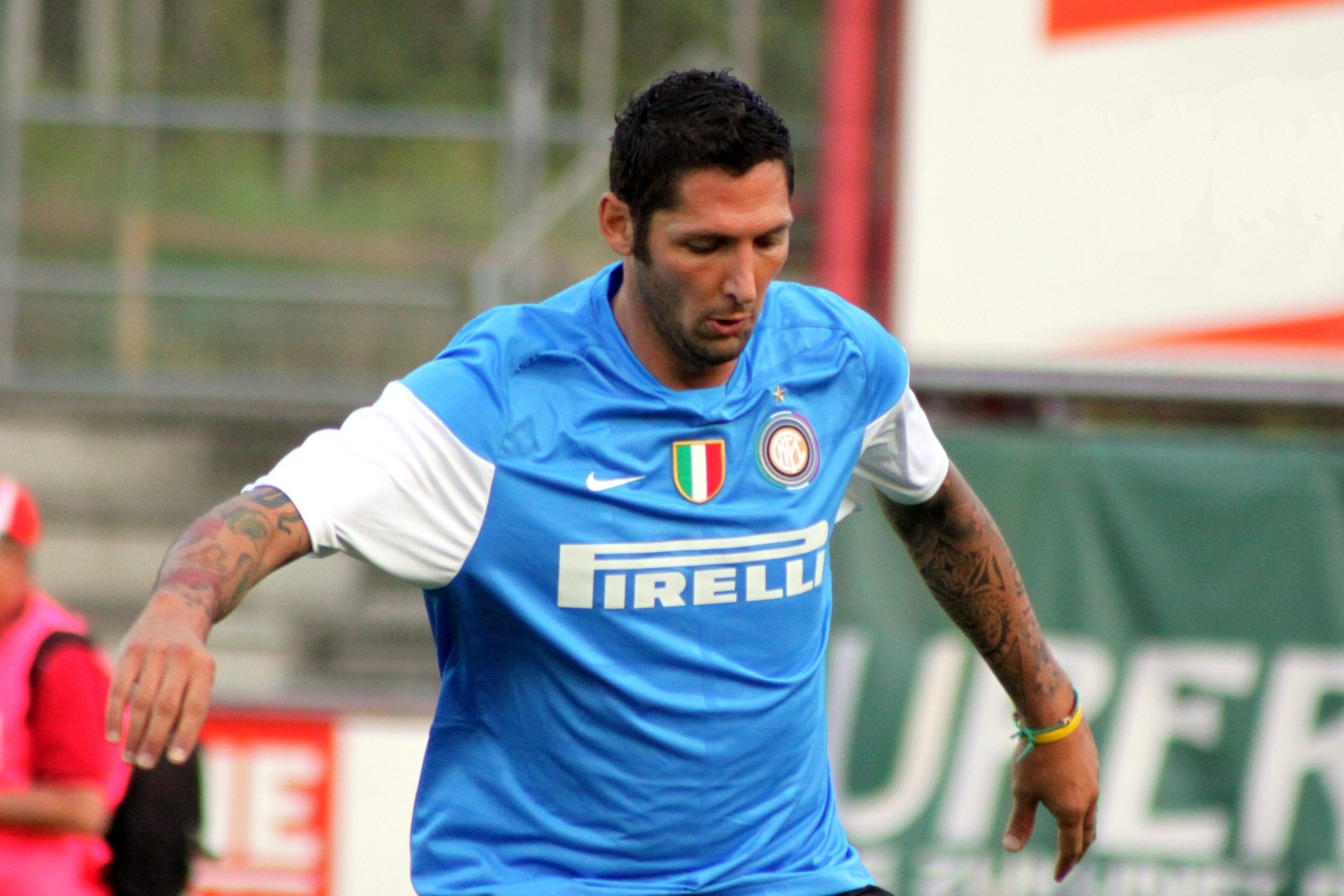
Матерацци в составе «Интера»

Сын известного итальянского тренера Джузеппе Матерацци. Начинал карьеру в клубах низших итальянских дивизионов. В 1995 году перешёл в команду Серии B «Перуджа», с первого раза закрепиться в её составе не сумел, отдавался в аренду в «Карпи» (Серия C). По возвращении оттуда начал прогрессировать и получил стабильную игровую практику в «Перудже». Сезон 1998/99 провёл в аренде в английском «Эвертоне», бывшем тогда середняком Премьер-лиги; Марко провёл 27 игр за этот клуб и трижды удалялся с поля. «Перуджа» в его отсутствие вышла в Серию A. Летом 1999 года Матерацци вернулся в состав «Перуджи». В сезоне 2000/01 забил 12 голов, побив рекорд по количеству голов за сезон среди защитников серии A, принадлежавший Даниэлю Пассарелле. Летом 2001 года был куплен миланским «Интером». Стал одним из лидеров «Интера». Выиграл большое количество трофеев в составе клуба, в том числе пять подряд чемпионатов страны, три Кубка и три Суперкубка. В сезоне 2006/07 снова стал лучшим бомбардиром среди защитников, забив 10 мячей. 1 июля 2009 года Матерацци продлил контракт с «Интером» до лета 2012 года. В сезоне 2009/10 Маттерацци в составе «Интера» стал обладателем «требла», выиграв помимо национального кубка и чемпионата страны, Лигу Чемпионов.

20 июня 2011 года Матерацци и «Интер» разорвали контракт по обоюдному согласию. Позже он сказал: 
«Я хочу прояснить ситуацию, не я принимал решение об уходе из „Интера“. Леонардо предал меня. В клубе заявили, что я не вписываюсь в их планы и не буду включен в заявку на Лигу чемпионов. Я не знаю, почему Леонардо так поступил. Он всегда говорил, что я полностью отдавался команде на поле и за его пределами».
В 2013 году Матерацци вместе с Джанлукой Дзамброттой, Фабио Гроссо и Филлипо Индзаги получили тренерскую лицензию UEFA Pro.

## Выступления за сборную Италии

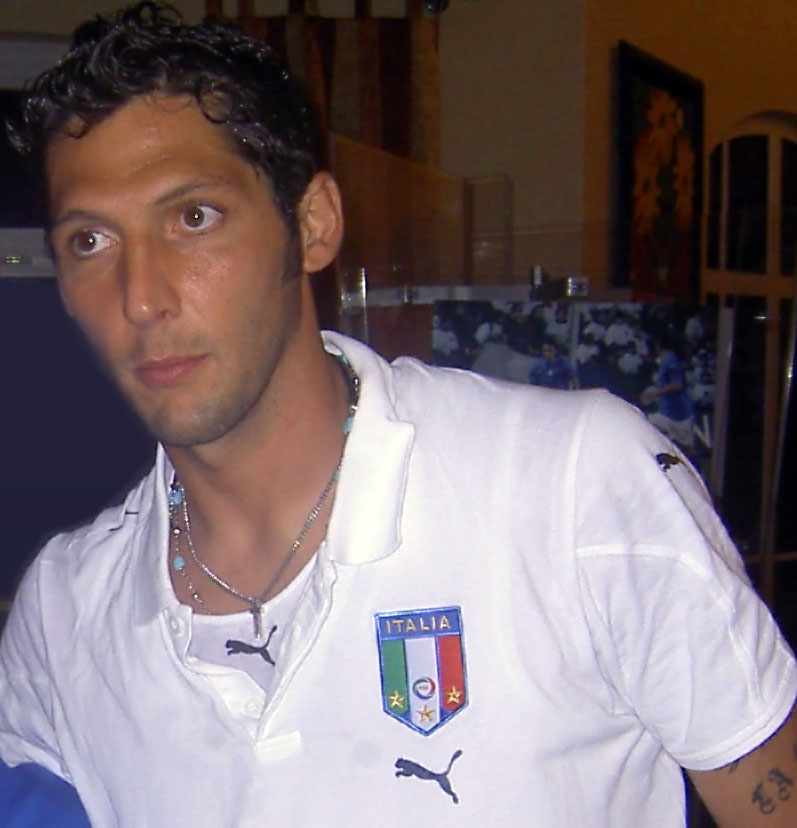
Матерацци в форме сборной Италии

Впервые сыграл за сборную Италии в 2000 году против команды ЮАР. Играл за сборную Италии в чемпионате мира (2002), чемпионате Европы (2004), чемпионате мира (2006), чемпионате Европы (2008).
На ЧМ-2002 провёл один матч, на ЧЕ-2004 — также один. На чемпионате мира 2006, ставшим для сборной Италии победным, Матерацци изначально был взят также как резервный защитник, но после того, как в матче группового этапа против Чехии получил травму Алессандро Неста, Матерацци был поставлен Марчелло Липпи на место Несты в центре обороны.
Финал чемпионата мира 2006 года, где итальянцам противостояла сборная Франции, стал, пожалуй, наиболее известным матчем в карьере Матерацци, и Марко сыграл в нём одну из важнейших ролей: на 7-й минуте за совершённый им фол в ворота итальянцев был назначен пенальти, реализованный Зинедином Зиданом, на 19-й минуте Марко ударом головой сравнял счёт, а на 110-й минуте спровоцированный им же лидер французов Зидан был удалён из-за нападения на Матерацци, что, по мнению многих футбольных болельщиков и аналитиков, повлияло на исход финального матча, выигранного итальянцами по пенальти. Зидан ударил головой в грудь Матерацци: по одной версии, Матерацци обозвал сестру Зидана «шлюхой», по другим — в ответ на предложение Зидана подарить футболку заявил, что предпочёл бы его сестру.
Осенью 2006 года Матерацци написал и издал книгу «Что я на самом деле сказал Зидану» (англ. What I really said to Zidane), где описал 250 вариантов сказанного различной степени остроумности. При этом Матерацци приписывали и оскорбительные высказывания в адрес матери Зидана, но итальянец говорил, что никогда бы не посмел таким образом оскорбить человека.
На чемпионате Европы 2008 года Матерацци сыграл один матч, заменив в игре на групповом этапе с Нидерландами травмированного капитана команды Фабио Каннаваро. Этот матч стал для него последним за сборную Италии. Всего за сборную он провёл 41 игру, забил 2 гола.
В 2011 году объявил о завершении карьеры вследствие травмы крестообразных связок. Однако в 2014 году вернулся на поле, подписав контракт с индийским клубом «Ченнайин». Окончательно завершил игровую карьеру в 2015 году, после чего занялся тренерской работой.

## Тренерская карьера
В 2014 стал играющим тренером индийского клуба «Ченнайин». за который провёл 7 матчей и отметился голевой передачей. Под руководством Матерацци «Ченнай Титанс» выиграл Суперлигу в 2015 году. Однако в следующем сезоне команда не сумела выйти в плей-офф чемпионата. 6 марта 2017 года Марко покинул пост главного тренера «Ченнай Титанс»: они с клубом расстались по взаимному согласию. 

## Стиль игры

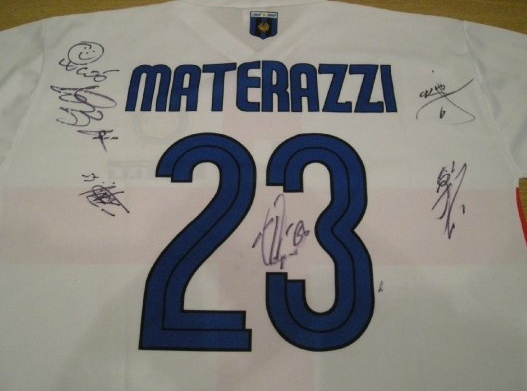
Футболка Матерацци под номером 23

Агрессивный, мощный центральный защитник, который был также известен жёсткой манерой игры. Матерацци считался одним из лучших защитников своего поколения, и был высоко оценён двумя тренерами, под руководством которых он играл — Марчелло Липпи и Жозе Моуринью. Матерацци хвалили тренеры и игроки, в частности, за то, что он был надежён в обороне, из-за его способностей игры головой; его плодотворное забивание голов позволило ему побить и зафиксировать рекорд по количеству голов в серии А защитником в сезоне. Также был хорош на угловых благодаря росту и мастерству игры головой, также иногда исполнял пенальти, Матерацци обладал очень сильным ударом с левой ноги, часто играл на длинные мячи. Во время выступления за «Интер» получил от болельщиков прозвище ''Matrix"(Матрица).

## Личная жизнь
Марко родился в Лечче, где его отец Джузеппе Матерацци играл за местный футбольный клуб «Лечче». Джузеппе тренировал такие клубы как: «Пиза», «Лацио», лиссабонский «Спортинг» и «Тяньцзинь Тэда». Мать Матерацци умерла, когда ему было 15 лет. Его сестра, Моня, вышла замуж за Маурицио Маэстрелли, сына итальянского менеджера Томмазо Маэстрелли. Маурицио умер 28 ноября 2011.
Его брат Маттео — спортивный агент. Как говорил отец, Марко вырос поклонником «Лацио». В сентябре 2007 он написал свою автобиографию «Жизнь война», которую опубликовали журналисты Андреа Элефанте (''Gazzeta dello sport'') и Роберто Де Понти (''Corriere della Sera'').
Матерацци женился 23 июня 1997 на Даниэле, у них 3 ребёнка: Анна, Давиде и Джанмарко. Марко помешан на числе 23 и считает, что это число сыграла большую роль в его судьбе. 23 числа он женился на Даниэле, в 23 года он дебютировал в Серии А, 23 числа родился их первенец Джанмарко. Сам Марко играл под 23 номером.

## Статистика
| Выступление      | Выступление      | Выступление      | Чемпионат | Чемпионат | Кубки | Кубки | Еврокубки | Еврокубки | Прочие | Прочие | Итого | Итого |
| Клуб             | Лига             | Сезон            | Игры      | Голы      | Игры  | Голы  | Игры      | Голы      | Игры   | Голы   | Игры  | Голы  |
| ---------------- | ---------------- | ---------------- | --------- | --------- | ----- | ----- | --------- | --------- | ------ | ------ | ----- | ----- |
| Трапани          | Серия С          | 1994/95          | 13        | 2         | 0     | 0     | 0         | 0         | 2      | 0      | 15    | 2     |
| Трапани          | Итого            | Итого            | 13        | 2         | 0     | 0     | 0         | 0         | 2      | 0      | 15    | 2     |
| Перуджа          | Серия В          | 1995/96          | 1         | 0         | 0     | 0     | 0         | 0         | 0      | 0      | 1     | 0     |
| Перуджа          | Серия А          | 1996/97          | 14        | 2         | 0     | 0     | 0         | 0         | 0      | 0      | 14    | 2     |
| Перуджа          | Серия В          | 1997/98          | 32        | 5         | 2     | 0     | 0         | 0         | 1      | 0      | 35    | 5     |
| Перуджа          | Итого            | Итого            | 47        | 7         | 2     | 0     | 0         | 0         | 1      | 0      | 50    | 7     |
| Карпи            | Серия С          | 1996/97          | 18        | 7         | 0     | 0     | 0         | 0         | 0      | 0      | 18    | 7     |
| Карпи            | Итого            | Итого            | 18        | 7         | 0     | 0     | 0         | 0         | 0      | 0      | 18    | 7     |
| Эвертон          | Премьер-лига     | 1998/99          | 27        | 1         | 4     | 0     | 0         | 0         | 0      | 0      | 31    | 1     |
| Эвертон          | Итого            | Итого            | 27        | 1         | 4     | 0     | 0         | 0         | 0      | 0      | 31    | 1     |
| Перуджа          | Серия А          | 1999/00          | 21        | 3         | 2     | 0     | 2         | 0         | 0      | 0      | 25    | 3     |
| Перуджа          | Серия А          | 2000/01          | 30        | 12        | 2     | 0     | 1         | 0         | 0      | 0      | 33    | 12    |
| Перуджа          | Итого            | Итого            | 51        | 15        | 4     | 0     | 3         | 0         | 0      | 0      | 58    | 15    |
| Интернационале   | Серия А          | 2001/02          | 23        | 1         | 1     | 0     | 8         | 1         | 0      | 0      | 32    | 2     |
| Интернационале   | Серия А          | 2002/03          | 20        | 1         | 0     | 0     | 13        | 0         | 0      | 0      | 33    | 1     |
| Интернационале   | Серия А          | 2003/04          | 14        | 3         | 0     | 0     | 4         | 0         | 0      | 0      | 18    | 3     |
| Интернационале   | Серия А          | 2004/05          | 26        | 0         | 5     | 0     | 9         | 0         | 0      | 0      | 40    | 0     |
| Интернационале   | Серия А          | 2005/06          | 22        | 2         | 7     | 0     | 10        | 0         | 0      | 0      | 39    | 2     |
| Интернационале   | Серия А          | 2006/07          | 28        | 10        | 3     | 0     | 6         | 0         | 0      | 0      | 37    | 10    |
| Интернационале   | Серия А          | 2007/08          | 23        | 1         | 5     | 0     | 3         | 0         | 0      | 0      | 31    | 1     |
| Интернационале   | Серия А          | 2008/09          | 8         | 0         | 2     | 0     | 5         | 1         | 0      | 0      | 15    | 1     |
| Интернационале   | Серия А          | 2009/10          | 12        | 0         | 4     | 0     | 4         | 0         | 0      | 0      | 20    | 0     |
| Интернационале   | Серия А          | 2010/11          | 8         | 0         | 2     | 0     | 1         | 0         | 0      | 0      | 11    | 0     |
| Интернационале   | Итого            | Итого            | 184       | 18        | 29    | 0     | 63        | 2         | 0      | 0      | 276   | 20    |
| Всего за карьеру | Всего за карьеру | Всего за карьеру | 340       | 50        | 39    | 0     | 66        | 2         | 3      | 0      | 448   | 52    |

## Достижения

### В качестве игрока
«Интер»
- Чемпион Италии (5): 2005/06[12], 2006/07, 2007/08, 2008/09, 2009/10
- 2-е место в чемпионате Италии (2): 2002/03, 2010/11
- 3-е место в чемпионате Италии (2): 2001/02, 2004/05
- Обладатель Кубка Италии (4): 2004/05, 2005/06, 2009/10, 2010/11
- Финалист Кубка Италии: 2006/07, 2007/08
- Обладатель Суперкубка Италии (4): 2005, 2006, 2008, 2010
- Победитель Лиги чемпионов 2009/10
- Победитель Клубного чемпионата мира по футболу: 2010

Сборная Италии
- Чемпион мира: 2006

### В качестве тренера
«Ченнайин»
- Чемпион Суперлиги Индии: 2014/15

### Личные
- Защитник года в  Серии A: 2007
- Лучший бомбардир серии A среди защитников: 2000/01 (12 голов), 2006/07 (10 голов)
- Входит в символическую сборную года по версии European Sports Media: 2006/07
- Введен в зал славы футбольного клуба «Интернационале»[13]